# ریران
رود ریران (به فرانسوی: Reyran) روانه‌ای از بخش ور در پروانس-آلپ-کوت دازور، در فرانسه و شاخه‌ای از از رودخانه ارژانس است. این رود جریان زودگذری حدود ۲۵ کیلومتر در ور، ۱۲ کیلومتری از فرژو است. رودخانهٔ ریران تنها حدود سه ماه در سال به‌طور کامل در جریان است و می‌تواند بقیهٔ سال خشک باشد. جریان آب آن بسیار نامنظم است. نرخ سالانه ۲۲٫۷۰ میلیون متر مکعب است و یک بار در هر ۳۰ سال این نرخ به تنها ۱۵٬۷۵۰٬۰۰۰ متر مکعب می‌رسد. نرخ جریان در طول ماه‌های دسامبر، ژانویه و آوریل بالاترین است. سرعت جریان صفر گاهی اوقات در طول ماه‌های ژوئیه و اوت است. در طول ماه‌های تابستان، بستر رودخانه ممکن است یک سری از استخرهای ازهم‌جدا تشکیل شده باشد که اندازهٔ آن‌ها روز به‌روز در حال کاهش باشد. بستر ریران از شن و ماسه زبر تا ۳۰–۴۰ سانتی‌متر ساخته شده‌است. این بستر متشکل ازماسه‌سنگ، گنیس، پگماتیت، سنگ‌های آتشفشانی است که از نظر سنگ شناسی از نوع سنگ‌های اطراف است.